# Lucien Laval
Pour les articles homonymes, voir Laval.
Lucien Laval, né le 1er février 1903 à Saint-Vincent-de-Cosse et mort le 21 avril 1969 dans la même commune, est un coureur cycliste français. Professionnel entre 1928 et 1934, il participe à trois reprises au Tour de France.

## Palmarès et résultats

### Par année
- 1927
  - 3e de Poitiers-Saumur-Poitiers
- 1928
  - 2e étape du Circuit du Béarn
  - 2e de Bordeaux-Arcachon
  - 3e du Circuit du Béarn
- 1931
  - Poitiers-Saumur-Poitiers
  - 2e de Bordeaux-Marseille
- 1932
  - Circuit de la Chalosse
- 1934[2]
  - Grand Prix de Villeneuve-sur-Lot
  - 2e de Bordeaux-Dax
- 1937
  - Bergerac-Périgueux-Bergerac[2]
- 1938[2]
  - Grand Prix des Galeries Modernes
  - Bergerac-Marmande-Bergerac

### Résultats sur les grands tours

#### Tour de France
3 participations
- 1928 : 29e
- 1930 : 35e
- 1931 : éliminé (2e étape)